# Celastrina argentata
Celastrina argentata är en fjärilsart som beskrevs av Fletcher 1904. Celastrina argentata ingår i släktet Celastrina och familjen juvelvingar. Inga underarter finns listade i Catalogue of Life.